# Энергозависимая память
Эне́ргозави́симая па́мять (англ. Volatile memory) — компьютерная память, которая требует постоянного использования электропитания для возможности удерживать записанную на неё информацию. Эта особенность является ключевым отличием энергозависимой памяти от энергонезависимой — последняя сохраняет записанную на неё информацию даже после прекращения подачи электропитания на неё. Энергозависимая память также изредка называется вре́менной памятью (англ. temporary memory).
Подавляющее большинство современных видов оперативной памяти с произвольным доступом является энергозависимым. Сюда относятся динамическая (DRAM) и статическая (SRAM) память с произвольным доступом. Ассоциативная память и DPRAM, как правило, реализуются через энергозависимую память. К ранним технологиям энергозависимой памяти относятся память на линиях задержки и запоминающая электронно-лучевая трубка.

## Внешние ссылки
- pavel. Многообразие типов видеопамяти Стандартные архитектуры. iXBT.com (10 апреля 1998). Дата обращения: 8 сентября 2011. Архивировано из оригинала 2 апреля 2011 года.
- Андрей 'Paul' Поляков. Глоссарий терминов, имеющих отношение к компьютерной памяти — volatile. iXBT.com. Дата обращения: 8 сентября 2011. Архивировано из оригинала 27 января 2012 года.
- Юрий А. Денисов. B. Классификация оперативной памяти (ОЗУ) B.1. Энергозависимая и энергонезависимая память. CIT Forum (2001 год). Дата обращения: 8 сентября 2011. Архивировано из оригинала 27 ноября 2010 года.
- Различные типы компьютерной памяти. damotvet. Дата обращения: 8 сентября 2011. Архивировано из оригинала 12 июля 2012 года.
- Volatile memory (англ.). Computer Hope[англ.]. Дата обращения: 8 сентября 2011.
- Volatile memory (англ.). freetechexams. Дата обращения: 8 сентября 2011. Архивировано из оригинала 7 октября 2011 года.